# KS Elbasani
KS Elbasan är en albansk fotbollsklubb i Albanien , bildades  1923  genom en sammanslagning av två etablerade lag i staden Elbasan: Përparimi och Afërdita. Klubben tog sig upp på albanska ligan först år 1930. Från och med 1932 till 1939 gick den under namnet KS Skampa och sen efter KS Bashkimi. År 1949, efter andra världskriget, klubben var igenkänd under namnet Puna Elbasan, därefter år 1958 bytte namnet till Labinoti Elbasan. 1991 antog den sitt gamla namn KS Elbasan och är kallad även KF Elbasani efter 1997.
Ordförande i fotbollsklubben är Arben Laze och tränare Muharrem Dosti.